# Edmund Mortimer (1351-1381)
Edmund Mortimer, 3e graaf van March, iure uxoris graaf van Ulster (Llyswen, 1 februari 1352 - Cork, 27 december 1381) was een Engelse edelman.

## Levensloop
Edmund Mortimer was de tweede zoon van Roger Mortimer, tweede graaf van March, uit diens huwelijk met Philippa Montagu, dochter van William Montagu, graaf van Salisbury.
Toen zijn vader in 1360 overleed, erfde de achtjarige Edmund diens bezittingen in Engeland, Wales en Ierland en verwierf hij de titel van graaf van March. Vervolgens werd hij door koning Eduard III van Engeland onder de voogdij geplaatst van William van Wykeham, aartsbisschop van Winchester, en Richard Fitzalan, graaf van Surrey. Was hij door zijn erfenis al een rijke edelman, werd de belangrijkheid van zijn dynastie nog groter toen hij op 24 augustus 1368 huwde met Filippa Plantagenet (1355-1382), de enige dochter van Lionel van Antwerpen, hertog van Clarence, graaf van Ulster en zoon van koning Eduard III. Door het huwelijk werd hij derde in de lijn van Britse troonopvolging, na Eduard de Zwarte Prins en diens zoon, de latere koning Richard II. Nadat zijn schoonvader enkele maanden later overleed, werd Mortimer ook graaf van Ulster.
In 1369 werd hij tot maarschalk van Engeland benoemd en als gevolg vervulde hij de volgende jaren verschillende diplomatieke missies. Als lid van de oppositie tegen Eduard III en het koninklijk hof was hij in 1376 een sleutelfiguur in het zogenaamde Good Parliament, waar de uitgaven met betrekking tot de Honderdjarige Oorlog met Frankrijk en de corruptie aan het hof fel bekritiseerd werden. Het parlement werd voorgezeten door Peter de la Mare, een steward van Edmund Mortimer die in conflict lag met de Engelse prins Jan van Gent. Het parlement besloot dat verschillende belangrijke hovelingen ontslagen moesten worden en dat Alice Perrers, maîtresse van koning Eduard III, in ballingschap moest gaan. De Engelse prins Jan van Gent verwierp de besluiten echter, liet Peter de la Mare opsluiten en stuurde Mortimer naar Frankrijk, waar hij als maarschalk van Engeland Calais en verschillende kastelen in handen van de Engelsen moest inspecteren.
Na de troonsbestijging van de minderjarige koning Richard II in 1377 maakte Mortimer deel uit van de regentenraad die in diens naam Engeland moest besturen. Als echtgenoot van een Engelse troonopvolger nam hij echter geen enkele administratieve functie op. Zijn positie wekte jaloezie op bij Jan van Gent, wat ertoe leidde dat hij in 1379 de functie van Lord Lieutenant van Ierland aanvaardde. Mortimer slaagde erin om de Engelse machtspositie ten oosten van Ulster te verstevigen, maar in de westelijke gebieden van Ierland mislukte dit. Eind 1381 werd hij naar Munster geroepen om een opstand van de turbulente Zuid-Ierse leiders neer te slaan, waar hij op 27 december sneuvelde in Cork. Edmund Mortimer werd bijgezet in de Abdij van Wigmore, net als zijn echtgenote Filippa, die ruim een week na hem overleed.

## Nakomelingen
Edmund Mortimer en zijn echtgenote Filippa kregen vier kinderen:
- Elisabeth (1371-1417), huwde eerst met Sir Henry Percy en daarna in 1406 met baron Thomas Camoys
- Roger (1374-1398), graaf van March en Ulster
- Philippa (1375-1401), huwde eerst met John Hastings, graaf van Pembroke, daarna met Richard Fitzalan, graaf van Arundel, en uiteindelijk met Sir Thomas Poynings
- Edmund (1376-1409), huwde in 1402 met Catrin, dochter van de Welshe opstandelingenleider Owain Glyndŵr